# Дианов, Евгений Михайлович
Евге́ний Миха́йлович Диа́нов (31 января 1936, село Красное, Тёпло-Огарёвский район, Тульская область — 30 января 2019, Москва) — советский и российский физик, академик РАН (1994). Директор Научного центра волоконной оптики при ИОФ РАН.
Ведущий в России специалист по волоконной оптике. Имеет более 6000 цитирований на работы, опубликованные после 1975 года. Индекс Хирша — 32. Создатель первого в мире лазерного атермального стекла и световодов на основе изотопа висмута.

## Биография
Родился 31 января 1936 года в селе Красное Тёпло-Огарёвского района Тульской области СССР.
В 1960 году окончил физический факультет МГУ. После окончания университета работал в Физическом институте АН СССР В 1966 году защитил кандидатскую диссертацию, в 1977 — докторскую. С 1983 года работал в Институте общей физики АН СССР (ныне ИОФ РАН). С 1988 по 1998 год был заместителем директора института. В 1994 году избран директором Научного центра волоконной оптики при ИОФ РАН.
В 1987 году избран членом-корреспондентом АН СССР по Отделению химии и наук о материалах, академик РАН c 1994 года.
Член редакционной коллегии журнала «Квантовая электроника».
Член Совета Государственной Думы по инновациям, член Комиссии РАН по нанотехнологиям.
Член Американского оптического общества, Института электрических и электронных инженеров, Общества исследования материалов, Американского керамического общества.
Скоропостижно скончался 30 января 2019 года. Похоронен на Хованском кладбище.

## Научные достижения
Автор и соавтор более 700 научных публикаций, нескольких российских и международных патентов на изобретения.
Основные работы
- Лазеры и волоконная оптика // Успехи физических наук. 1986. Т. 148. Вып. 2 (совм. с А. М. Прохоровым);
- Нелинейная волоконная оптика // Квантовая электроника. 1988. Т. 15. № 1 (совм. с П. В. Мамышевым, А. М. Прохоровым);
- Optical solitons in fibers // Europhysics News. 1992. Vol. 23. № 2;
- Волоконные лазеры // Успехи физических наук. 2004. Т. 174. № 10.

## Награды
- Государственная премия СССР (1974)
- Премия им. А. С. Попова АН СССР (1980).
- Орден «Знак Почёта» (1983)
- Орден Дружбы (1996)
- Государственная премия РФ (1998)
- Орден «За заслуги перед Отечеством» IV степени (2006)
- Медаль И. В. Гребенщикова (2006)
- Золотая медаль имени С. И. Вавилова (2015)
- Премия Джона Тиндаля[англ.] (2017)[3]